# Lega Basket Serie A 2008-09
La Serie A 2008-09, conocida por motivos de patrocinio como Serie A TIM fue la edición número 87 de la Lega Basket Serie A, la máxima competición de baloncesto de Italia. La temporada regular comenzó el 12 de octubre de 2008. Los ocho mejor clasificados accederían a los playoffs, mientras que el Enel Brindisi descendería a la Legadue.
El campeón sería por cuarta vez en su historia y tercera consecutiva, el Montepaschi Siena tras derrotar al Armani Jeans Milano en cuatro partidos.

## Equipos 2008-09
| Equipo                | Temporadas en Serie A | Entrenador         | Pabellón            | Capacidad | Temporada 2007-08 |
| --------------------- | --------------------- | ------------------ | ------------------- | --------- | ----------------- |
| Air Avellino          | 9                     | Zare Markovski     | Palasport Del Mauro | 5,200     | 3º en Serie A     |
| Angelico Biella       | 8                     | Luca Bechi         | PalaBiella          | 5,007     | 12º en Serie A    |
| Armani Jeans Milano   | 60                    | Piero Bucchi       | Mediolanum Forum    | 11,200    | 5º en Serie A     |
| Bancatercas Teramo    | 6                     | Andrea Capobianco  | PalaScapriano       | 3,500     | 11º en Serie A    |
| Benetton Treviso      | 28                    | Oktay Mahmuti      | PalaVerde           | 5,154     | 10º en Serie A    |
| Carife Ferrara        | 1                     | Giorgio Valli      | PalaSegest          | 3,178     | 1º en LegADue     |
| Eldo Caserta          | 1                     | Fabrizio Frates    | PalaMaggiò          | 6,387     | 2º en LegADue     |
| GMAC Bologna          | 36                    | Cesare Pancotto    | PalaDozza           | 5,700     | 8º en Serie A     |
| La Fortezza Bologna   | 59                    | Matteo Boniciolli  | Futurshow Station   | 8,600     | 15º en Serie A    |
| Lottomatica Roma      | 29                    | Ferdinando Gentile | PalaLottomatica     | 10,500    | 2º en Serie A     |
| Montepaschi Siena     | 23                    | Simone Pianigiani  | Palasport Mens Sana | 6,000     | 1º en Serie A     |
| NGC Cantù             | 52                    | Luca Dalmonte      | PalaPianella        | 3,910     | 7º en Serie A     |
| Premiata Montegranaro | 3                     | Alessandro Finelli | PalaSavelli         | 3,800     | 4º en Serie A     |
| Scavolini-Spar Pesaro | 54                    | Stefano Sacripanti | Adriatic Arena      | 10,323    | 9º en Serie A     |
| Snaidero Udine        | 9                     | Romeo Sacchetti    | PalaCarnera         | 3,850     | 16º en Serie A    |
| Solsonica Rieti       | 10                    | Lino Lardo         | PalaSojourner       | 3,550     | 13º en Serie A    |

- Renato Pasquali fue despedido por La Fortezza Bologna tras 6 partidos y reemplazado por Matteo Boniciolli
- Attilio Caja fue despedido por Snaidero Udine tras 7 partidos y reemplazado por Romeo Sacchetti
- Dragan Šakota fue despedido por GMAC Bologna tras 9 partidos y reemplazado por Cesare Pancotto
- Jasmin Repeša fue despedido por Lottomatica Roma tras 10 partidos y reemplazado por Ferdinando Gentile

## Temporada regular

### Clasificación
|  | Pos. | Equipo                | PT | J  | G  | P  | PF   | PC   |
|  | ---- | --------------------- | -- | -- | -- | -- | ---- | ---- |
|  | 1.   | Montepaschi Siena     | 58 | 30 | 29 | 1  | 2651 | 2153 |
|  | 2.   | Lottomatica Roma      | 40 | 30 | 20 | 10 | 2556 | 2398 |
|  | 3.   | Banca Tercas Teramo   | 38 | 30 | 19 | 11 | 2491 | 2435 |
|  | 4.   | Benetton Treviso      | 36 | 30 | 18 | 12 | 2320 | 2261 |
|  | 5.   | La Fortezza Bologna   | 34 | 30 | 17 | 13 | 2350 | 2336 |
|  | 6.   | Armani Jeans Milano   | 34 | 30 | 17 | 13 | 2316 | 2236 |
|  | 7.   | Angelico Biella       | 30 | 30 | 15 | 15 | 2514 | 2479 |
|  | 8.   | Scavolini Spar Pesaro | 28 | 30 | 14 | 16 | 2456 | 2436 |
|  | 9.   | NGC Cantù             | 28 | 30 | 14 | 16 | 2358 | 2445 |
|  | 10.  | Carife Ferrara        | 28 | 30 | 14 | 16 | 2359 | 2390 |
|  | 11.  | Air Avellino          | 26 | 30 | 13 | 17 | 2307 | 2293 |
|  | 12.  | Premiata Montegranaro | 24 | 30 | 12 | 18 | 2294 | 2431 |
|  | 13.  | Eldo Caserta          | 22 | 30 | 11 | 19 | 2236 | 2389 |
|  | 14.  | Solsonica Rieti       | 20 | 30 | 11 | 19 | 2187 | 2321 |
|  | 15.  | GMAC Bologna          | 20 | 30 | 10 | 20 | 2251 | 2385 |
|  | 16.  | Snaidero Cucine Udine | 12 | 30 | 6  | 24 | 2329 | 2587 |

1. ↑  Solsonica Rieti penalizado con 2 puntos menos.

## Playoffs
|  | Cuartos de final | Cuartos de final      | Cuartos de final | Cuartos de final    | Cuartos de final | Cuartos de final | Cuartos de final |                   |                     | Semifinales | Semifinales | Semifinales | Semifinales | Semifinales | Semifinales | Semifinales |  |   | Final             | Final | Final | Final | Final | Final | Final | Final | Final |  |
|  |                  |                       |                  |                     |                  |                  |                  |                   |                     |             |             |             |             |             |             |             |  |   |                   |       |       |       |       |       |       |       |       |  |
|  |                  |                       |                  |                     |                  |                  |                  |                   |                     |             |             |             |             |             |             |             |  |   |                   |       |       |       |       |       |       |       |       |  |
|  | 1                | Montepaschi Siena     | 94               | 77                  | 93               |                  |                  |                   |                     |             |             |             |             |             |             |             |  |   |                   |       |       |       |       |       |       |       |       |  |
|  | 1                | Montepaschi Siena     | 94               | 77                  | 93               |                  |                  |                   |                     |             |             |             |             |             |             |             |  |   |                   |       |       |       |       |       |       |       |       |  |
|  | 8                | Scavolini-Spar Pesaro | 51               | 68                  | 69               |                  |                  |                   |                     |             |             |             |             |             |             |             |  |   |                   |       |       |       |       |       |       |       |       |  |
|  | 8                | Scavolini-Spar Pesaro | 51               | 68                  | 69               |                  | 1                | Montepaschi Siena | 107                 | 92          | 101         |             |             |             |             |             |  |   |                   |       |       |       |       |       |       |       |       |  |
|  |                  |                       |                  |                     |                  |                  |                  | Montepaschi Siena | 107                 | 92          | 101         |             |             |             |             |             |  |   |                   |       |       |       |       |       |       |       |       |  |
|  |                  |                       | 4                | Benetton Treviso    | 79               | 72               | 76               |                   |                     |             |             |             |             |             |             |             |  |   |                   |       |       |       |       |       |       |       |       |  |
|  | 4                | Benetton Treviso      | 4                | Benetton Treviso    | 79               | 72               | 76               | 85                | 81                  | 91          | 78          | 78          |             |             |             |             |  |   |                   |       |       |       |       |       |       |       |       |  |
|  | 4                | Benetton Treviso      |                  |                     |                  |                  |                  |                   |                     |             |             | 78          |             |             |             |             |  |   |                   |       |       |       |       |       |       |       |       |  |
|  | 5                | La Fortezza Bologna   | 77               | 94                  | 73               | 99               | 72               |                   |                     |             |             |             |             |             |             |             |  |   |                   |       |       |       |       |       |       |       |       |  |
|  | 5                | La Fortezza Bologna   | 77               | 94                  | 73               | 99               | 72               |                   |                     |             |             |             |             |             |             |             |  | 1 | Montepaschi Siena | 80    | 79    | 73    | 82    |       |       |       |       |  |
|  |                  |                       |                  |                     |                  |                  |                  |                   |                     |             |             |             |             |             |             |             |  | 1 | Montepaschi Siena | 80    | 79    | 73    | 82    |       |       |       |       |  |
|  |                  |                       | 6                | Armani Jeans Milano | 57               | 66               | 72               | 47                |                     |             |             |             |             |             |             |             |  |   |                   |       |       |       |       |       |       |       |       |  |
|  | 3                | Bancatercas Teramo    | 6                | Armani Jeans Milano | 57               | 66               | 72               | 47                | 75                  | 82          | 85          | 69          |             |             |             |             |  |   |                   |       |       |       |       |       |       |       |       |  |
|  | 3                | Bancatercas Teramo    |                  |                     |                  |                  |                  |                   |                     |             |             | 69          |             |             |             |             |  |   |                   |       |       |       |       |       |       |       |       |  |
|  | 6                | Armani Jeans Milano   | 85               | 83                  | 77               | 70               |                  |                   |                     |             |             |             |             |             |             |             |  |   |                   |       |       |       |       |       |       |       |       |  |
|  | 6                | Armani Jeans Milano   | 85               | 83                  | 77               | 70               |                  | 6                 | Armani Jeans Milano | 72          | 81          | 75          | 89          |             |             |             |  |   |                   |       |       |       |       |       |       |       |       |  |
|  |                  |                       |                  |                     |                  |                  |                  | 6                 | Armani Jeans Milano | 72          | 81          | 75          | 89          |             |             |             |  |   |                   |       |       |       |       |       |       |       |       |  |
|  |                  |                       | 7                | Angelico Biella     | 70               | 82               | 70               | 68                |                     |             |             |             |             |             |             |             |  |   |                   |       |       |       |       |       |       |       |       |  |
|  | 2                | Lottomatica Roma      | 7                | Angelico Biella     | 70               | 82               | 70               | 68                | 80                  | 77          | 99          | 67          | 79          |             |             |             |  |   |                   |       |       |       |       |       |       |       |       |  |
|  | 2                | Lottomatica Roma      |                  |                     |                  |                  |                  |                   |                     |             |             | 67          | 79          |             |             |             |  |   |                   |       |       |       |       |       |       |       |       |  |
|  | 7                | Angelico Biella       | 67               | 82                  | 84               | 85               | 83               |                   |                     |             |             |             |             |             |             |             |  |   |                   |       |       |       |       |       |       |       |       |  |
|  | 7                | Angelico Biella       | 67               | 82                  | 84               | 85               | 83               |                   |                     |             |             |             |             |             |             |             |  |   |                   |       |       |       |       |       |       |       |       |  |
|  |                  |                       |                  |                     |                  |                  |                  |                   |                     |             |             |             |             |             |             |             |  |   |                   |       |       |       |       |       |       |       |       |  |

## Estadísticas individuales[1]
| Rank | Nombre          | Equipo                | PPP  |
| ---- | --------------- | --------------------- | ---- |
| 1.   | Michael Hicks   | Scavolini-Spar Pesaro | 18.2 |
| 2.   | Rashad Anderson | Snaidero Udine        | 18.2 |
| 3.   | Andre Collins   | Carife Ferrara        | 17.5 |
| 4.   | Guillermo Díaz  | Eldo Caserta          | 16.7 |
| 5.   | Jaycee Carroll  | Banca Tercas Teramo   | 15.9 |

| Rank | Nombre           | Equipo              | APP |
| ---- | ---------------- | ------------------- | --- |
| 1.   | Terrell McIntyre | Montepaschi Siena   | 5.2 |
| 2.   | Giuseppe Poeta   | Banca Tercas Teramo | 4.2 |
| 3.   | Valerio Spinelli | Angelico Biella     | 3.7 |
| 4.   | Joe Smith        | Angelico Biella     | 3.7 |
| 5.   | Sani Becirovic   | Lottomatica Roma    | 3.6 |

| Rank | Nombre           | Equipo                | RPP |
| ---- | ---------------- | --------------------- | --- |
| 1.   | Shaun Stonerook  | Montepaschi Siena     | 3.3 |
| 2.   | Andre Collins    | Carife Ferrara        | 3.0 |
| 3.   | Ricky Minard     | Premiata Montegranaro | 2.8 |
| 4.   | Terrell McIntyre | Montepaschi Siena     | 2.8 |
| 5.   | Ibrahim Jaaber   | Lottomatica Roma      | 2.5 |

| Rank | Nombre         | Equipo                | RPP |
| ---- | -------------- | --------------------- | --- |
| 1.   | Brandon Hunter | Premiata Montegranaro | 9.5 |
| 2.   | Sharrod Ford   | GMAC Bologna          | 9.4 |
| 3.   | Pervis Pasco   | Solsonica Rieti       | 9.0 |
| 4.   | C.J. Wallace   | Benetton Treviso      | 8.5 |
| 5.   | Mike Hall      | Armani Jeans Milano   | 7.6 |

| Rank | Nombre           | Equipo                | TPP |
| ---- | ---------------- | --------------------- | --- |
| 1.   | Sharrod Ford     | GMAC Bologna          | 1.7 |
| 2.   | Deji Akindele    | Scavolini-Spar Pesaro | 1.6 |
| 3.   | Ndudi Ebi        | Carife Ferrara        | 1.5 |
| 4.   | Andrea Crosariol | Sidigas Avellino      | 1.4 |
| 5.   | Benjamin Eze     | Montepaschi Siena     | 1.3 |

| Rank | Nombre             | Equipo              | MPP  |
| ---- | ------------------ | ------------------- | ---- |
| 1.   | David Moss         | Banca Tercas Teramo | 34.8 |
| 2.   | Andre Collins      | Carife Ferrara      | 33.5 |
| 3.   | Stefano Mancinelli | La Fortezza Bologna | 33.5 |
| 4.   | Guillermo Díaz     | Eldo Caserta        | 33.3 |
| 5.   | Jerry Green        | Solsonica Rieti     | 33.1 |